# Milo (Missouri)
Milo è un villaggio degli Stati Uniti d'America, situato nello Stato del Missouri, nella contea di Vernon.